# Tonnay-Boutonne
Pour les articles homonymes, voir Tonnay et Boutonne (homonymie).
Tonnay-Boutonne est une commune du Sud-Ouest de la France située dans le département de la Charente-Maritime (région Nouvelle-Aquitaine). Ses habitants sont appelés les Boutonnais et les Boutonnaises.
Cette petite cité est une ancienne place forte liée à la légende de Ganelon, traître à Roncevaux, assiégée et prise par Saint Louis au XIIIe siècle. Son donjon a été démoli au XIXe siècle.

## Géographie

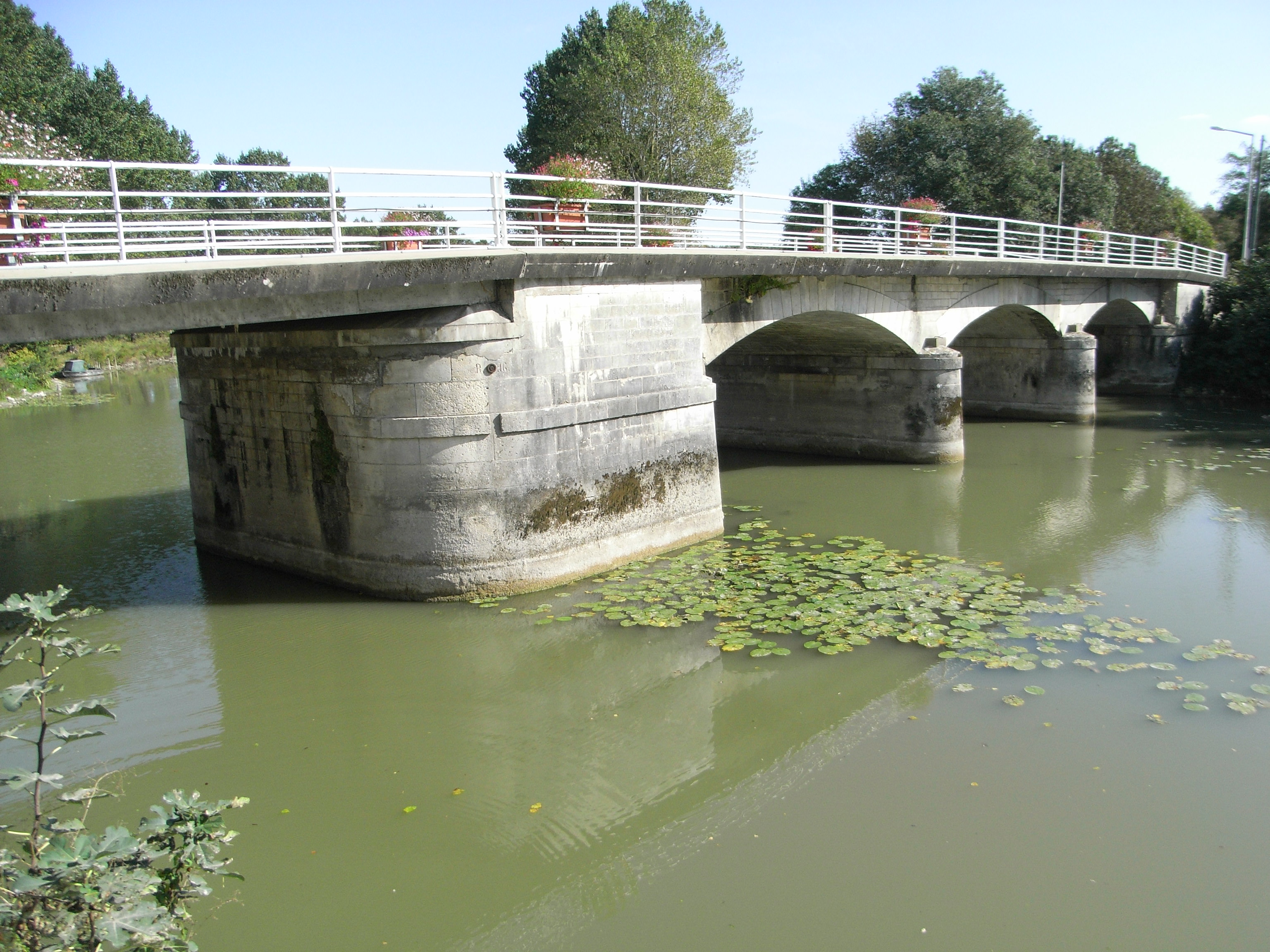
Le pont sur La Boutonne, vue de l'aval sur la RD 739 E.

Chef-lieu de canton au cœur de la Saintonge, Tonnay-Boutonne est une petite cité traversée par la rivière Boutonne, affluent de rive droite du fleuve Charente.

### Communes limitrophes
| Saint-Crépin                       | Annezay         | Saint-Loup              |
| Moragne                            | Tonnay-Boutonne | Chantemerle-sur-la-Soie |
| Saint-Coutant-le-Grand, Puy-du-Lac | Archingeay      | Torxé, Les Nouillers    |

## Urbanisme

### Typologie
Au 1er janvier 2024, Tonnay-Boutonne est catégorisée bourg rural, selon la nouvelle grille communale de densité à 7 niveaux définie par l'Insee en 2022.
Elle est située hors unité urbaine et hors attraction des villes,.

### Occupation des sols
L'occupation des sols de la commune, telle qu'elle ressort de la base de données européenne d’occupation biophysique des sols Corine Land Cover (CLC), est marquée par l'importance des territoires agricoles (92,7 % en 2018), une proportion sensiblement équivalente à celle de 1990 (93,4 %). La répartition détaillée en 2018 est la suivante : 
terres arables (66,7 %), prairies (17,4 %), zones agricoles hétérogènes (8,6 %), zones urbanisées (3,7 %), forêts (3,6 %). L'évolution de l’occupation des sols de la commune et de ses infrastructures peut être observée sur les différentes représentations cartographiques du territoire : la carte de Cassini (XVIIIe siècle), la carte d'état-major (1820-1866) et les cartes ou photos aériennes de l'IGN pour la période actuelle (1950 à aujourd'hui).

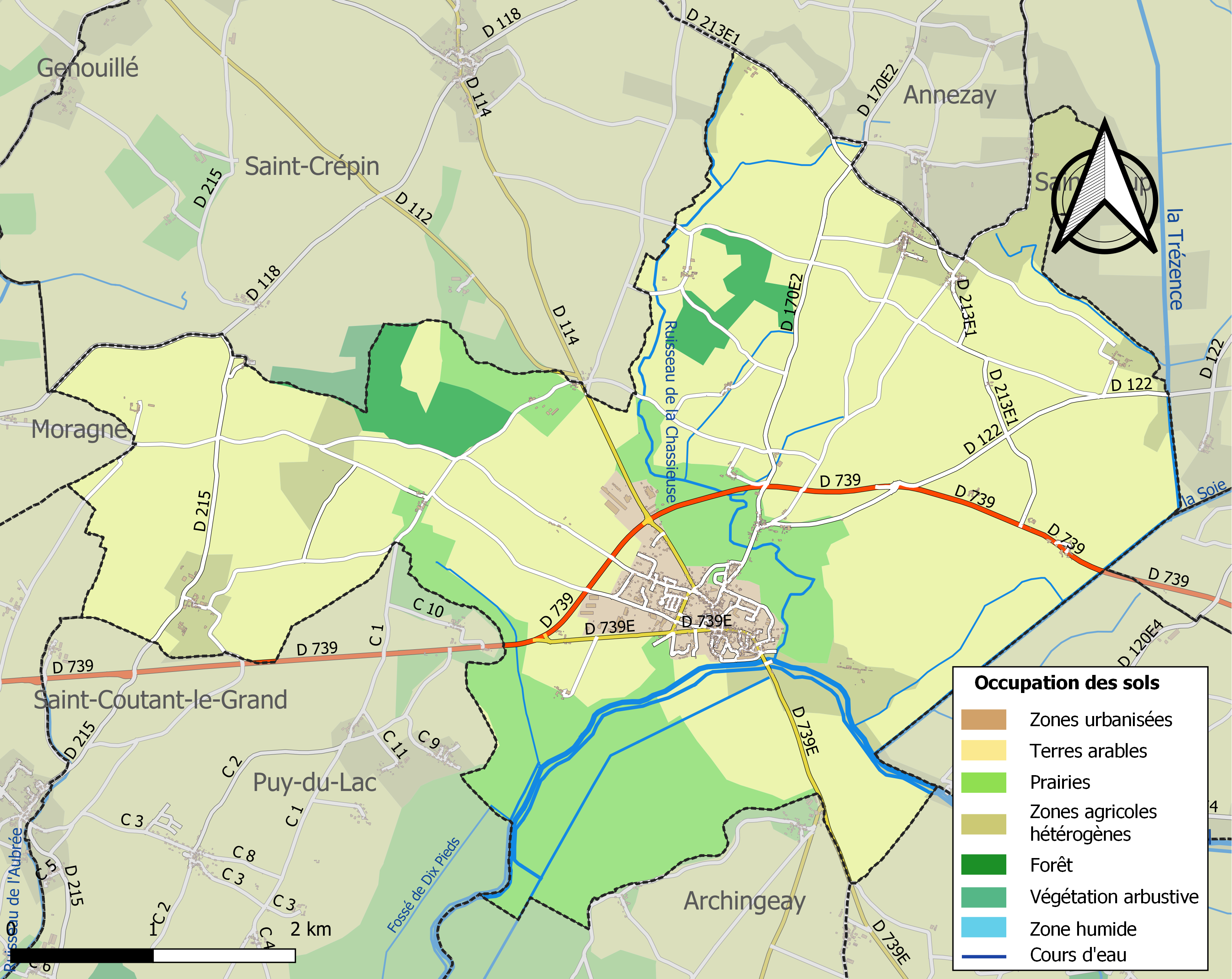
Carte des infrastructures et de l'occupation des sols de la commune en 2018 (CLC).

### Risques majeurs
Le territoire de la commune de Tonnay-Boutonne est vulnérable à différents aléas naturels : météorologiques (tempête, orage, neige, grand froid, canicule ou sécheresse), inondations, mouvements de terrains et séisme (sismicité modérée). Il est également exposé à un risque technologique, le transport de matières dangereuses. Un site publié par le BRGM permet d'évaluer simplement et rapidement les risques d'un bien localisé soit par son adresse soit par le numéro de sa parcelle.

#### Risques naturels
Certaines parties du territoire communal sont susceptibles d’être affectées par le risque d’inondation par débordement de cours d'eau, notamment la Boutonne, la Trézence et le Canal. La commune a été reconnue en état de catastrophe naturelle au titre des dommages causés par les inondations et coulées de boue survenues en 1982, 1983, 1993, 1999, 2010 et 2013,.

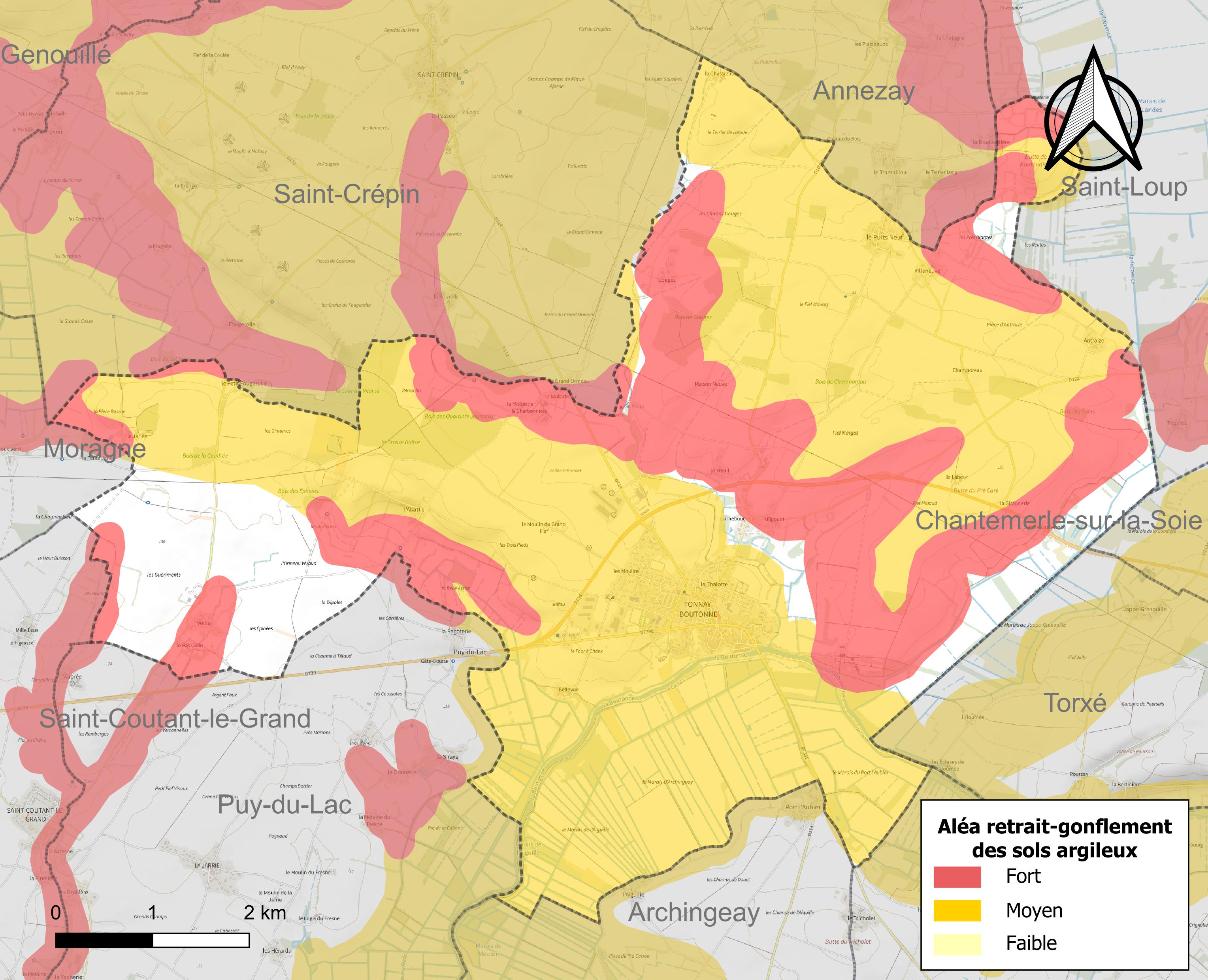
Carte des zones d'aléa retrait-gonflement des sols argileux de Tonnay-Boutonne.

Les mouvements de terrains susceptibles de se produire sur la commune sont des affaissements et effondrements liés aux cavités souterraines (hors mines) et des tassements différentiels. Par ailleurs, afin de mieux appréhender le risque d’affaissement de terrain, l'inventaire national des cavités souterraines permet de localiser celles situées sur la commune.
Le retrait-gonflement des sols argileux est susceptible d'engendrer des dommages importants aux bâtiments en cas d’alternance de périodes de sécheresse et de pluie. 88,1 % de la superficie communale est en aléa moyen ou fort (54,2 % au niveau départemental et 48,5 % au niveau national). Sur les 631 bâtiments dénombrés sur la commune en 2019, 615 sont en aléa moyen ou fort, soit 97 %, à comparer aux 57 % au niveau départemental et 54 % au niveau national. Une cartographie de l'exposition du territoire national au retrait gonflement des sols argileux est disponible sur le site du BRGM,.
Par ailleurs, afin de mieux appréhender le risque d’affaissement de terrain, l'inventaire national des cavités souterraines permet de localiser celles situées sur la commune.
Concernant les mouvements de terrains, la commune a été reconnue en état de catastrophe naturelle au titre des dommages causés par la sécheresse en 2003 et 2005 et par des mouvements de terrain en 1983, 1999 et 2010.

#### Risques technologiques
Le risque de transport de matières dangereuses sur la commune est lié à sa traversée par une ou des infrastructures routières ou ferroviaires importantes ou la présence d'une canalisation de transport d'hydrocarbures. Un accident se produisant sur de telles infrastructures est susceptible d’avoir des effets graves sur les biens, les personnes ou l'environnement, selon la nature du matériau transporté. Des dispositions d’urbanisme peuvent être préconisées en conséquence.

## Toponymie
Le nom de la localité est mentionné sous la forme de Talniaco en 1067 - 1091.
Il s'agit d'un type toponymique gaulois en -acum, précédé de l'anthroponyme gaulois Talenus. L'évolution phonétique s'est régulièrement faite en Taunay (Taunacum) comme les autres Tonnay avant une réécriture en Tonnay.

## Histoire
Selon Arcis de Caumont, il y a une « motte féodale » (butte factice) dont le donjon a été détruit. La motte l'enrobait. Il doit donc rester dedans une cave.
Une tradition locale prétend que Ganelon, traître à Roncevaux, se serait réfugié dans cette forteresse qu'il possédait à Tonnay-Boutonne, et que Charlemagne serait venu l'assiéger et après l'avoir pris ou fait pendre, aurait fait jeter son corps dans le puits du donjon.
Il est certain qu'en démolissant le donjon en 1839, des fragments d'arme et un casque furent découverts dans le puits en question.
Pendant la guerre entre les Anglo-Aquitains et les Français, eut lieu un nouveau siège de Tonnay-Boutonne. Les fortifications dont il ne reste aujourd'hui que la porte Saint-Pierre (XIIe ou XIIIe siècle) arrêtèrent longtemps Louis IX, roi de France, mais après un violent combat, l'armée française put s'emparer de la ville. Sa prospérité fut grande et elle fut la première baronnie de la province de Saintonge.
Placé au centre d'une région de cultures et d'élevages, Tonnay-Boutonne est de nos jours un paisible petit bourg ou les pêcheurs et les estivants aiment venir flâner sur les rives de la Boutonne ou l'on peut admirer un château Renaissance et son parc à la française.

### Liste des maires

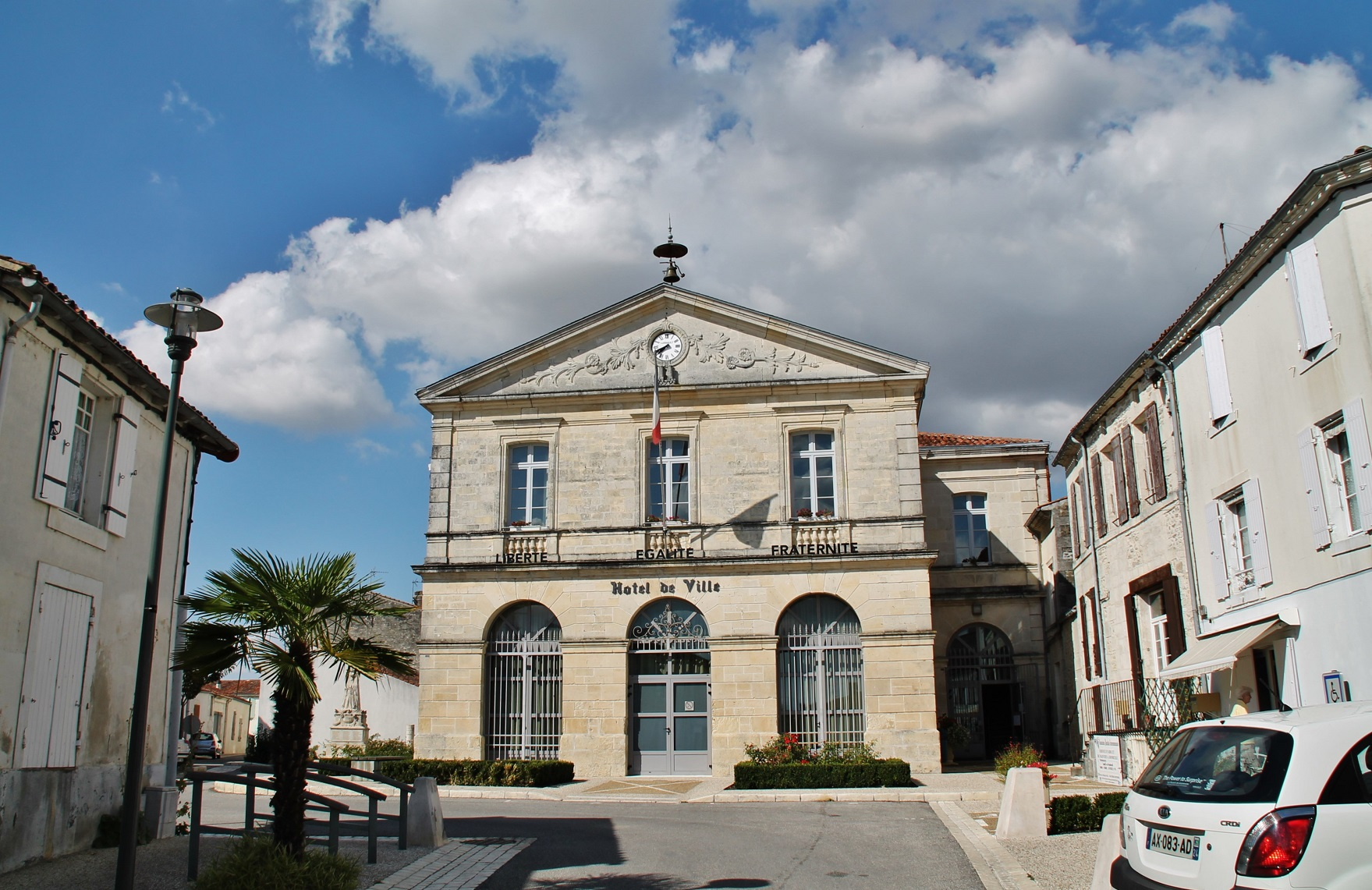
La mairie.

## Démographie

### Évolution démographique
L'évolution du nombre d'habitants est connue à travers les recensements de la population effectués dans la commune depuis 1793. Pour les communes de moins de 10 000 habitants, une enquête de recensement portant sur toute la population est réalisée tous les cinq ans, les populations de référence des années intermédiaires étant quant à elles estimées par interpolation ou extrapolation. Pour la commune, le premier recensement exhaustif entrant dans le cadre du nouveau dispositif a été réalisé en 2005.

En 2022, la commune comptait 1 190 habitants, en évolution de +2,67 % par rapport à 2016 (Charente-Maritime : +4,04 %, France hors Mayotte : +2,11 %).
| 1793 | 1800 | 1806 | 1821 | 1831  | 1836  | 1841  | 1846  | 1851  |
| ---- | ---- | ---- | ---- | ----- | ----- | ----- | ----- | ----- |
| 901  | 931  | 970  | 999  | 1 142 | 1 304 | 1 175 | 1 272 | 1 170 |

| 1856  | 1861  | 1866  | 1872  | 1876  | 1881  | 1886  | 1891  | 1896  |
| ----- | ----- | ----- | ----- | ----- | ----- | ----- | ----- | ----- |
| 1 170 | 1 318 | 1 238 | 1 129 | 1 260 | 1 244 | 1 191 | 1 133 | 1 040 |

| 1901  | 1906 | 1911  | 1921 | 1926 | 1931  | 1936 | 1946 | 1954 |
| ----- | ---- | ----- | ---- | ---- | ----- | ---- | ---- | ---- |
| 1 010 | 976  | 1 018 | 891  | 948  | 1 021 | 972  | 986  | 970  |

| 1962  | 1968  | 1975  | 1982  | 1990  | 1999  | 2005  | 2006  | 2010  |
| ----- | ----- | ----- | ----- | ----- | ----- | ----- | ----- | ----- |
| 1 051 | 1 036 | 1 072 | 1 053 | 1 088 | 1 126 | 1 139 | 1 137 | 1 158 |

| 2015  | 2020  | 2022  | - | - | - | - | - | - |
| ----- | ----- | ----- | - | - | - | - | - | - |
| 1 161 | 1 180 | 1 190 | - | - | - | - | - | - |

## Lieux, monuments
- L'église Saint-Martin.
- La porte Saint-Pierre, vestige de l'ancienne enceinte fortifiée. La ville de Tonnay-Boutonne a conservé les douves et la porte monumentale Saint-Pierre du XIVe siècle composée de deux tours reliées par une voûte gothique.
- L'écluse de l'Houmeau restaurée grâce à des fonds européens en amont de Tonnay-Boutonne.
- Le chemin de promenade bordé d'arbres le long de la rivière sur 2 500 m entre le pont et l'écluse de L'Houmeau.

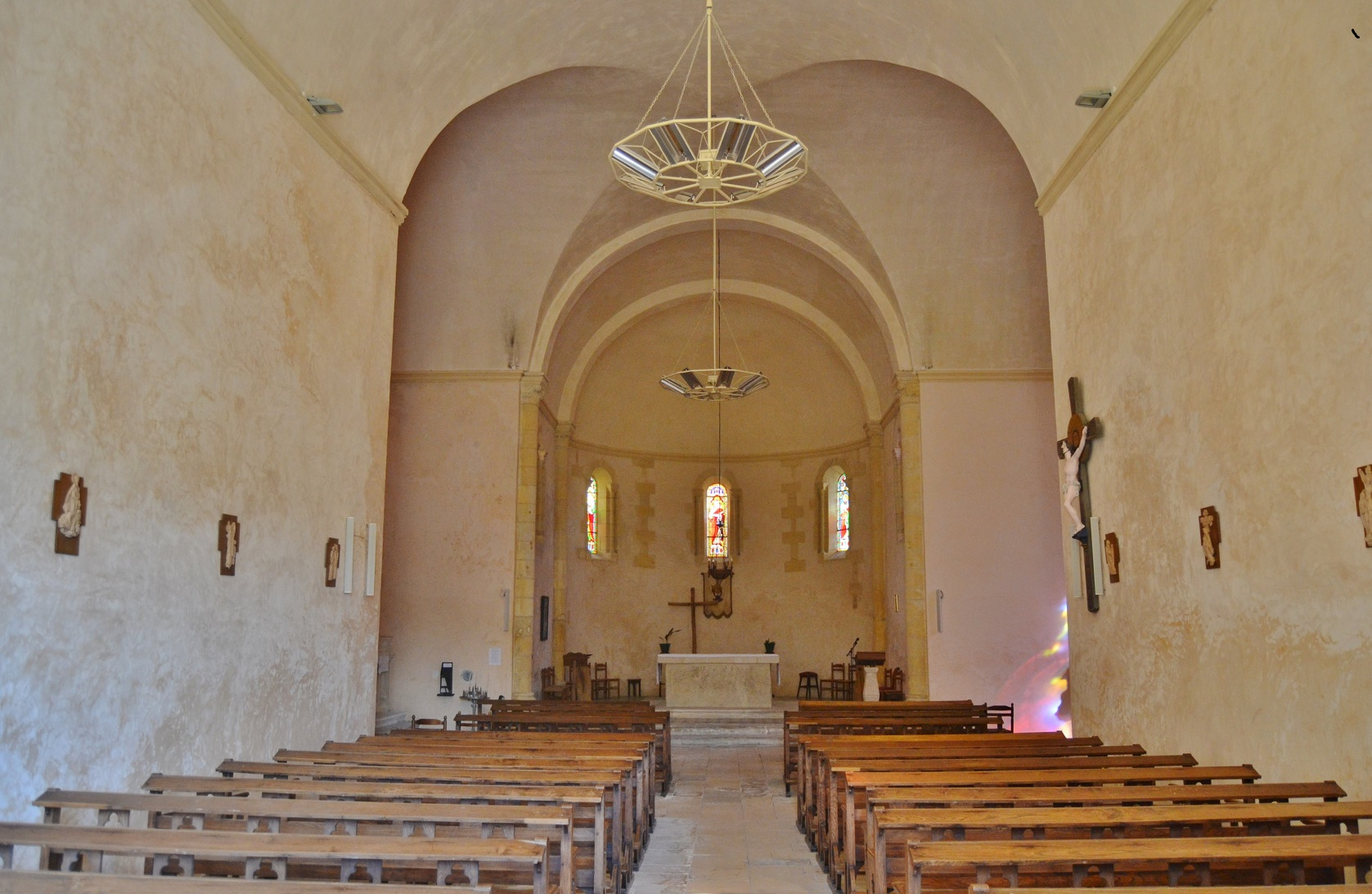
Intérieur de l'église Saint-Martin.
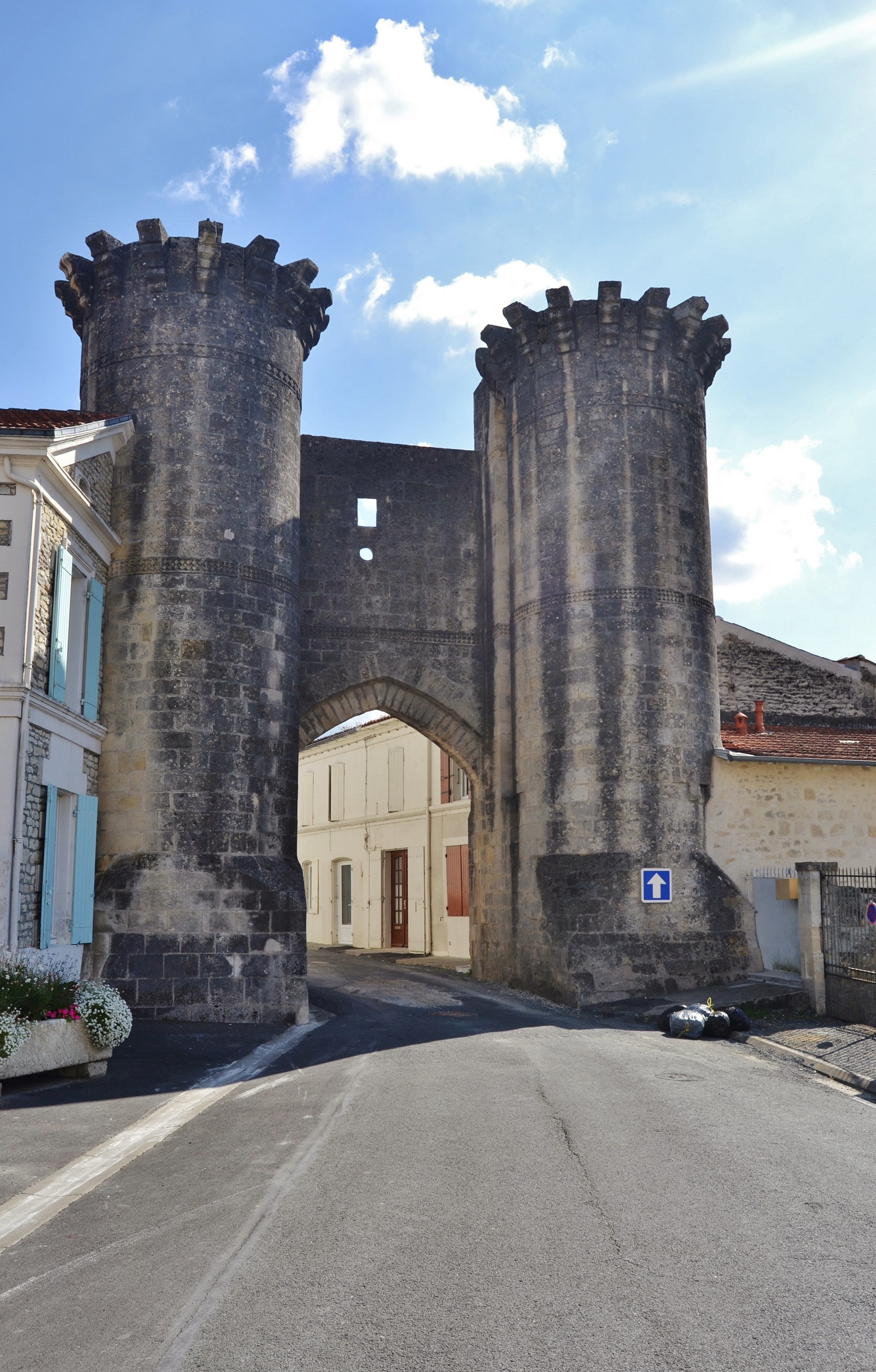
Porte Saint-Pierre, XIVe siècle.
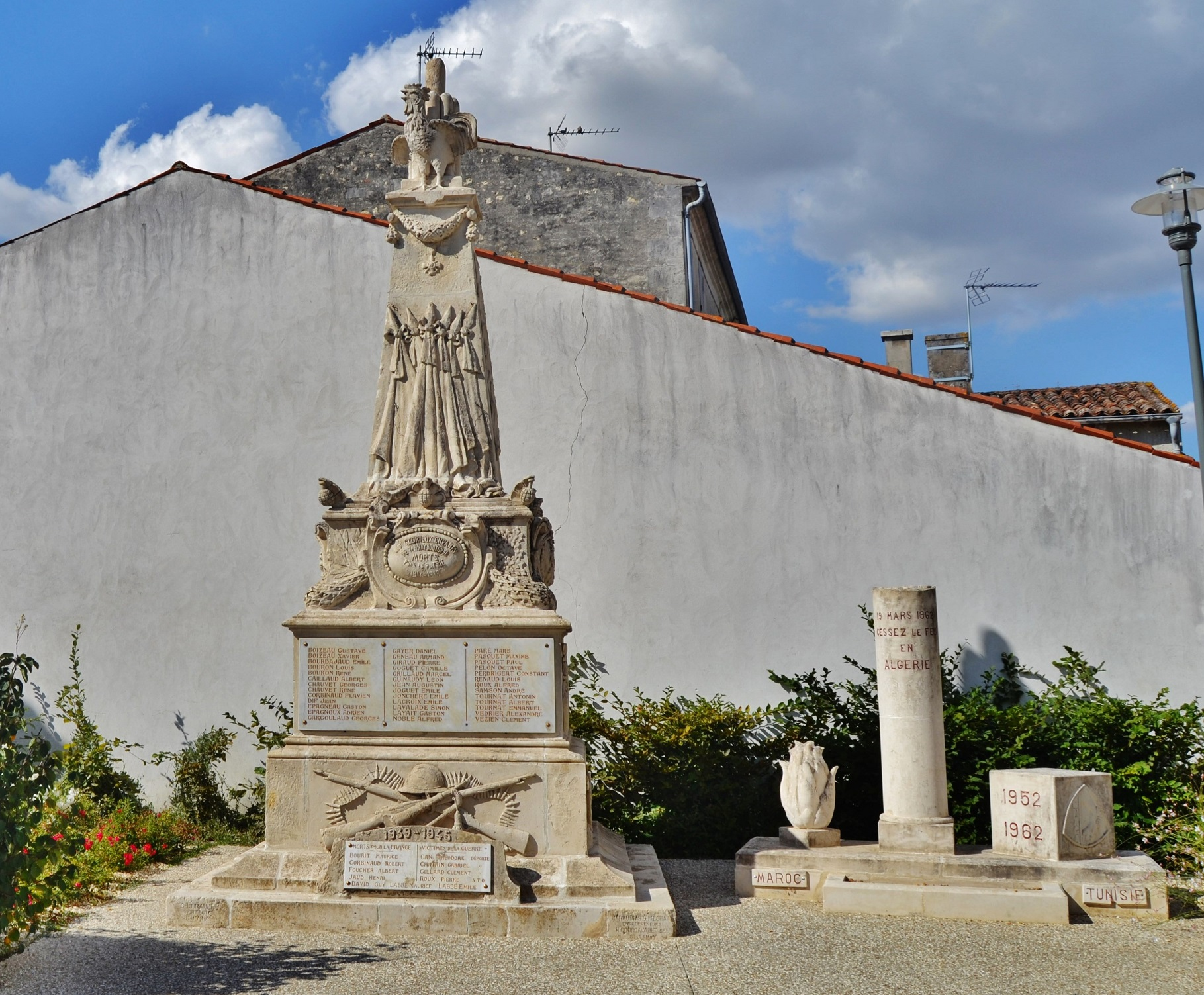
Monument aux morts.
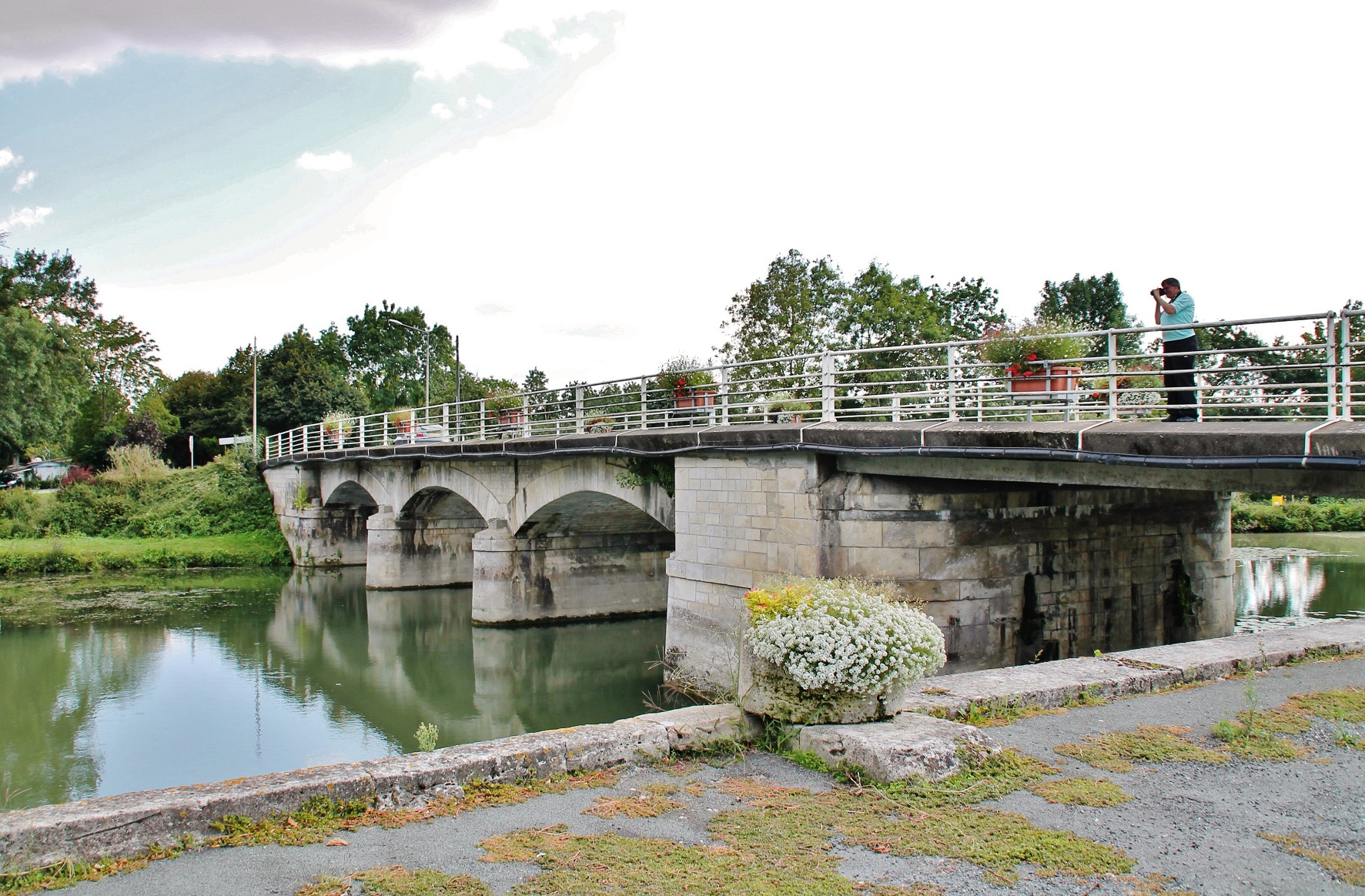
Pont sur la Boutonne, vue de l'amont sur la RD 739 E.

## Économie
- Une industrie de transformation de bois moulé est en activité sur la commune au bord de la Boutonne ;
- Deux hôtels.

## Équipements et services

### Enseignement
Tonnay-Boutonne possède un collège public de l'enseignement secondaire qui a reçu 202 élèves à la rentrée scolaire 2010. Ceux-ci sont encadrés par un corps professoral de 18 enseignants.

### Services de la santé
Tonnay-Boutonne dispose de quelques services dans le domaine médical, paramédical et médico-social dus à sa fonction de chef-lieu de canton. Deux médecins généralistes et d'un dentiste qui exercent tous dans le centre-bourg, un centre en soins infirmiers et d'un cabinet de kinésithérapie et d'une pharmacie.
Tonnay-Boutonne est équipée d'un centre de secours où les pompiers peuvent intervenir dans les situations d'urgence. Ce centre, qui relève du SDIS de la Charente-Maritime, dépend plus précisément du Centre de secours principal de Saint-Jean-d'Angély.
Enfin, une clinique vétérinaire y est en activité et exerce ses services sur l'ensemble du canton de Tonnay-Boutonne.
Un établissement public pour l'accueil de personnes retraitées Les Jardins de Voltonia dispose de 78 chambres, permettant l'accueil des personnes valides et semi-valides. Une unité spécifique de 12 lits y a été aménagée pour les personnes atteintes de maladies dégénératives telles que la maladie d'Alzheimer. La maison de retraite a également le statut d'établissement d'hébergement pour personnes âgées dépendantes (EHPAD) et est habilitée à l'aide sociale.

## Festival
- Festival Tonnay bon ! Festival de Musiques Actuelles accueillant des artistes à renommée nationale et internationale[réf. nécessaire]. Ce festival créé en 2000 se déroule maintenant tous les deux ans, le premier samedi de septembre, dans une prairie en bordure de la Boutonne. Il est organisé par l'association Objectifs Jeunes. La 12e édition en 2014 a attiré plus de 5500 festivaliers[réf. nécessaire] durant la soirée du samedi soir.

## Héraldique
| Blason à dessiner | Blason  | D'azur à l'ancien donjon du lieu d'or sur un tertre de sinople, à la rivière d'argent brochant en pointe sur laquelle vogue un galion de gueules.              |
| Blason à dessiner | Détails | * Il y a là non-respect de la règle de contrariété des couleurs : ces armes sont fautives (sinople sur azur). Le statut officiel du blason reste à déterminer. |